# حاجي ولي
حاجي ولي  قرية سوريّة تتبع إداريّاً لمحافظة حلب منطقة الباب ناحية الراعي، بلغ تعداد سكانها 187 نسمة حسب التعداد السكاني لعام 2004.